# Mus (Gard)
Mus ist eine französische Gemeinde mit 1.597 Einwohnern (Stand: 1. Januar 2022) im Département Gard in der Region Okzitanien. Mus gehört zum Arrondissement Nîmes und zum Kanton Vauvert. Die Einwohner werden Mussois genannt.

## Geografie
Mus liegt 15 Kilometer südwestlich von Nîmes am Nordrand der sogenannten kleinen Camargue. Umgeben wird Mus von den Nachbargemeinden Calvisson im Norden, Vergèze im Osten, Codognan im Südosten sowie Aigues-Vives im Süden und Westen.
Durch die Gemeinde führt die Autoroute A9.

## Bevölkerungsentwicklung
| Jahr                       | 1962 | 1968 | 1975 | 1982 | 1990 | 1999 | 2006 | 2020 |
| -------------------------- | ---- | ---- | ---- | ---- | ---- | ---- | ---- | ---- |
| Einwohner                  | 313  | 382  | 406  | 565  | 768  | 1049 | 1176 | 1486 |
| Quellen: Cassini und INSEE |      |      |      |      |      |      |      |      |

## Sehenswürdigkeiten

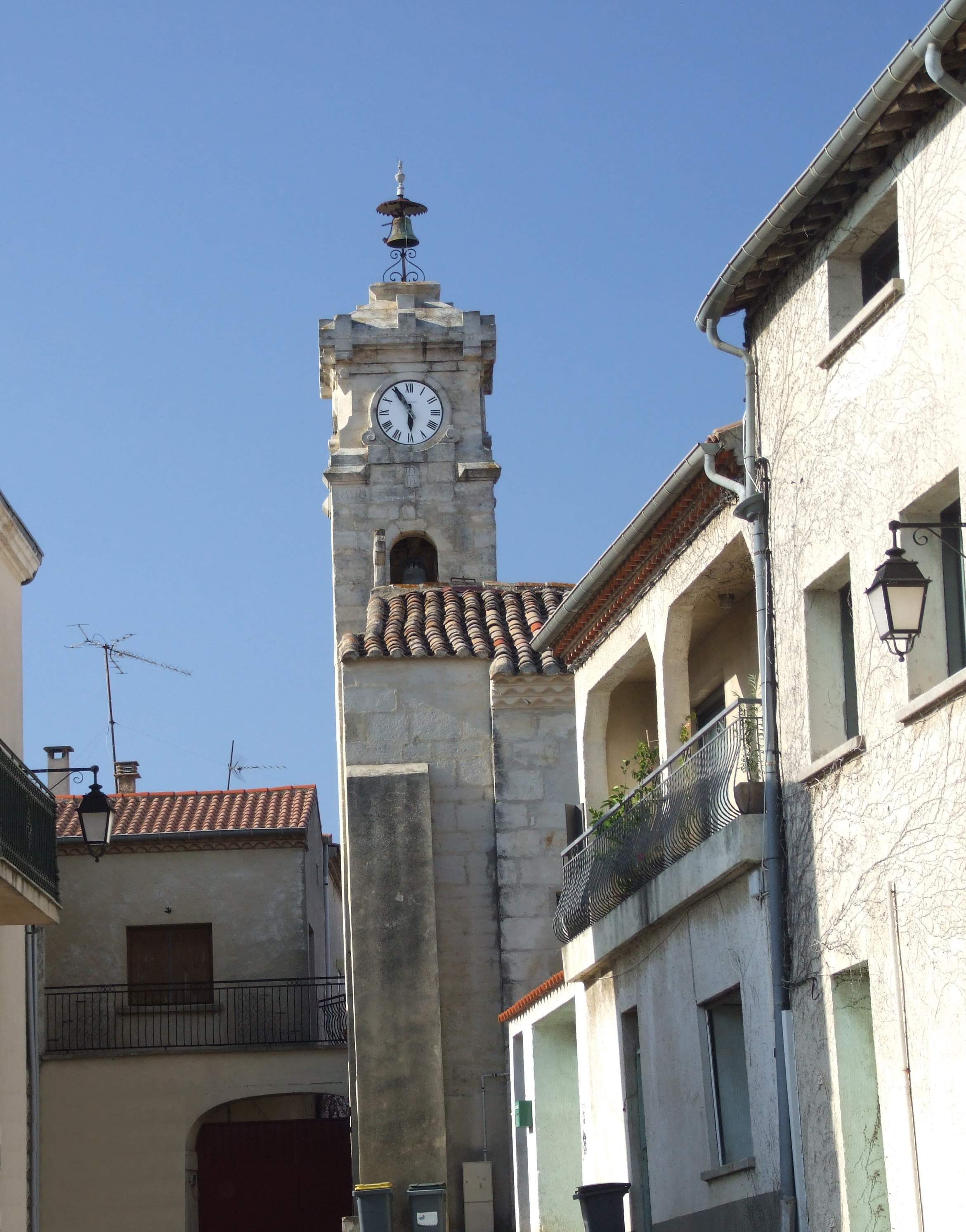
Kirche Saint-Jean-Baptiste
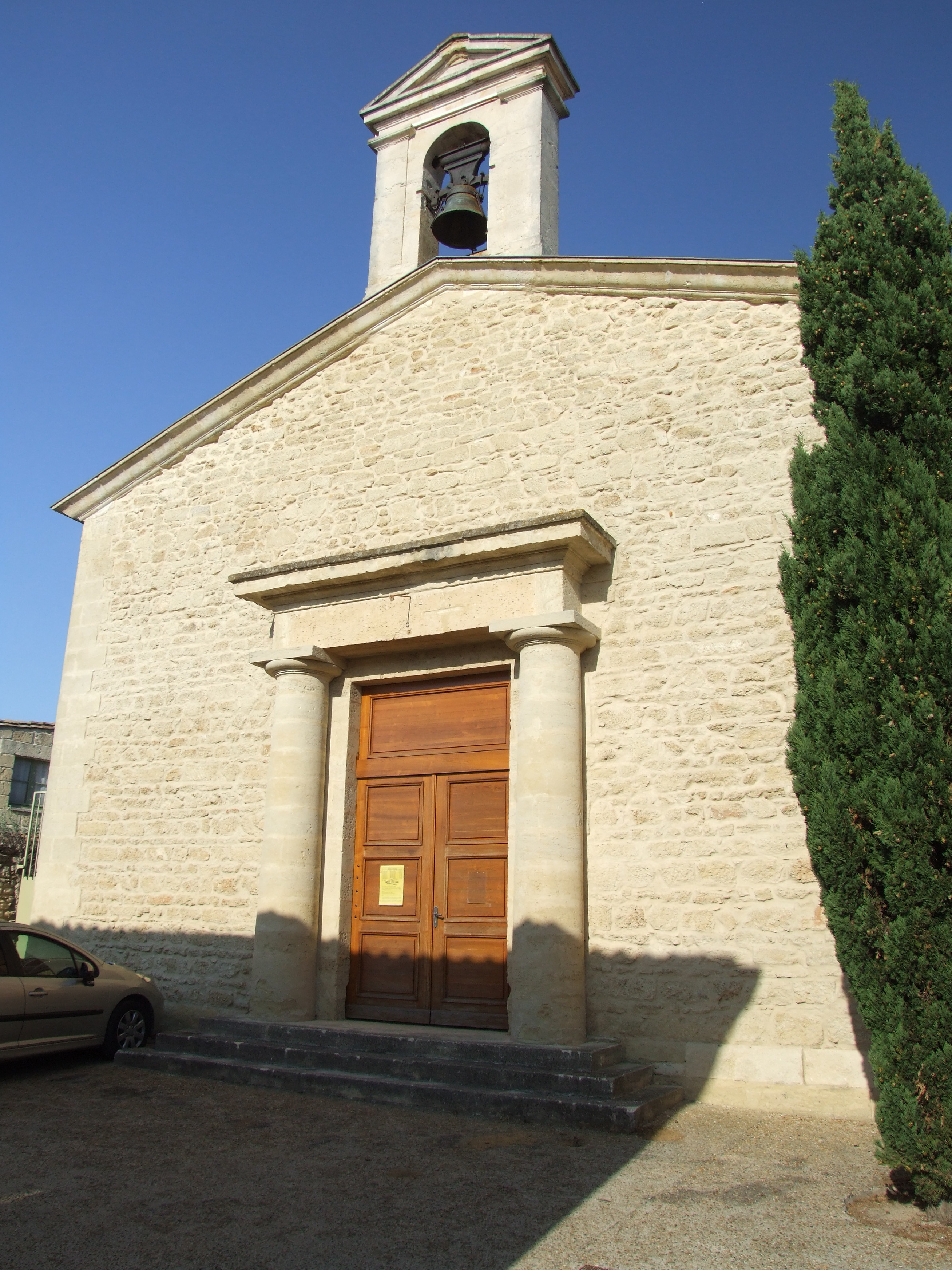
evangelische Kirche, Anfang des 19. Jahrhunderts erbaut
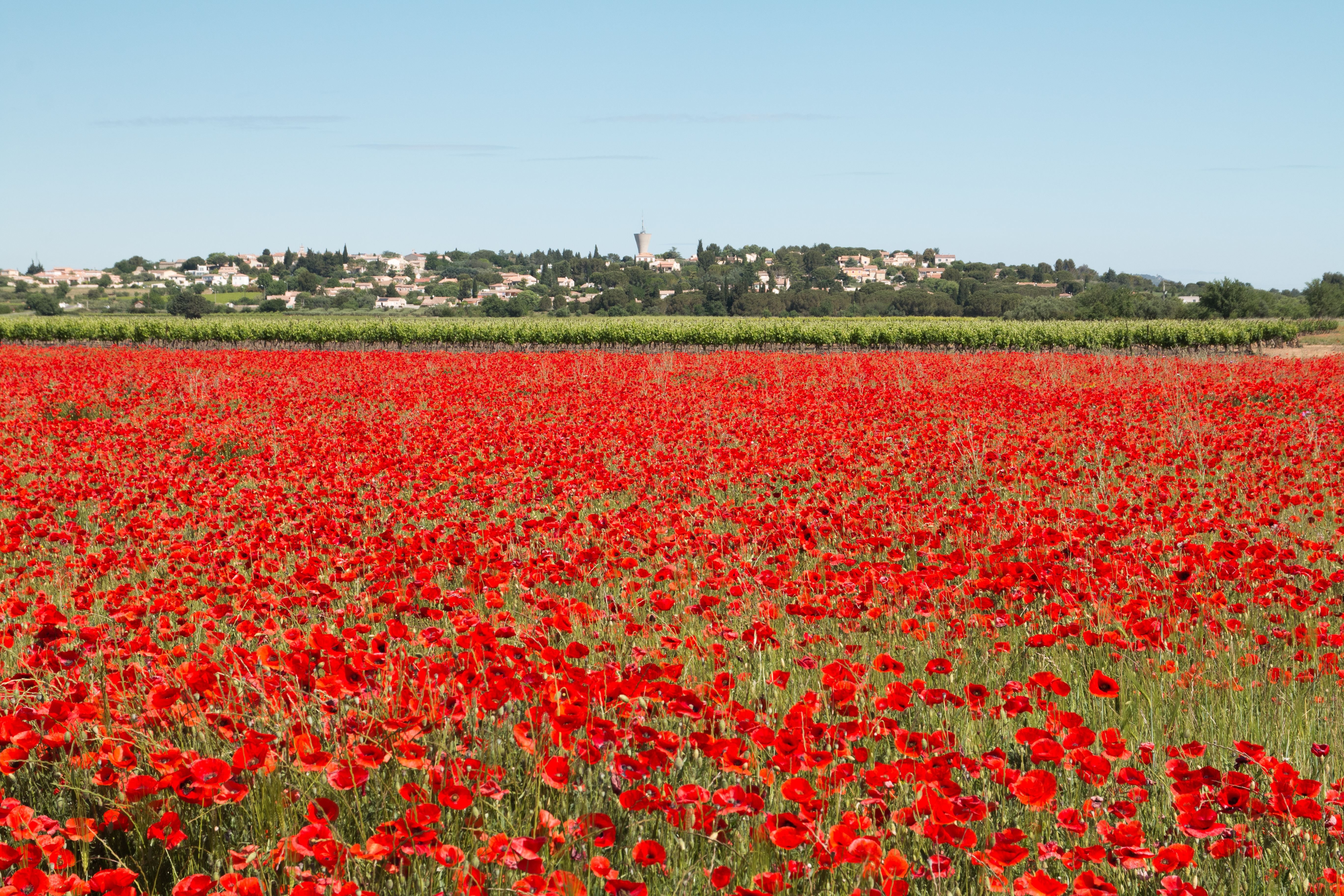
Blick von Süden auf Mus
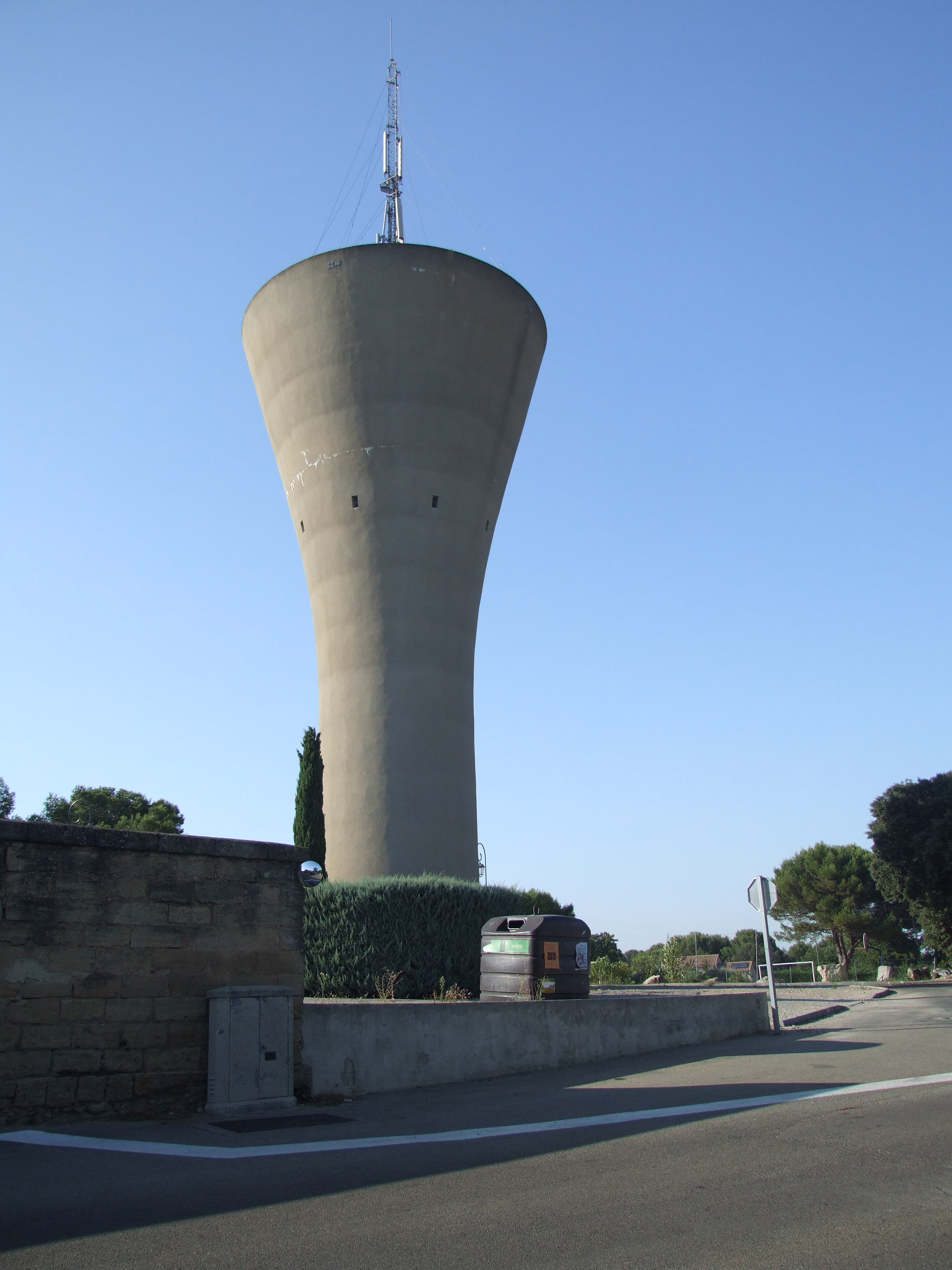
Wasserturm Mus

- Beffroi

- Kirche Saint-Jean-Baptiste
- Protestantische Kirche
- Blick von Süden auf Mus
- Wasserturm Mus